# Wagai (Fluss)
Der Wagai (russisch Вага́й) ist ein 555 km langer linker Nebenfluss des Irtysch im Süden des Westsibirischen Tieflands (Russland).

## Verlauf
Der Wagai hat seinen Ursprung in 128 m in einem trockengelegten Moor etwa 40 Kilometer östlich der Stadt Sawodoukowsk. Ursprünglich entfloss er ohne ausgeprägte Quelle etwa 3,5 km südöstlich dem vor wenigen Jahrzehnten noch weiter ausgedehnten Moor, bevor er durch einen Graben mit dem wie das Moor Bolschoje Rjamowoje genannten See verbunden wurde.
Zunächst fließt der Wagai auf etwa 100 Kilometern in östlicher Richtung, bevor er sich in nördliche bis nordnordöstliche Richtung wendet, die er – zunehmend mäandrierend – bis zu seiner Mündung gut 50 km Luftlinie südöstlich (über 100 Flusskilometer aufwärts) der Stadt Tobolsk in den Irtysch.
Die wichtigsten Nebenflüsse des Wagai sind von rechts Jemez, Balachlei und Agitka sowie von links der Aschlyk. Auf seiner gesamten Länge fließt der Wagai auf dem Territorium der Oblast Tjumen.

## Hydrografie
Das Einzugsgebiet des Wagai umfasst 23.000 km².
Die mittlere jährliche Abflussmenge beträgt beim Dorf Nowowyigryschnaja, am Mittellauf etwa 300 Kilometer oberhalb der Mündung gelegen, 9,3 m³/s bei einem monatlichen Minimum von 1,37 m³/s im Februar und einem Maximum von 61,7 m³/s im April. Dabei führt der Fluss von Juni bis März sehr wenig Wasser, nur während der Schneeschmelze von April bis Mai/Anfang Juni ein Vielfaches.
Oberhalb der Mündung ist der Wagai über 100 Meter breit und bis zu vier Meter tief; seine Fließgeschwindigkeit beträgt hier 0,3 m/s.

## Wirtschaft und Infrastruktur
Der Unterlauf des Wagai ist für kleinere Fahrzeuge schiffbar, gilt jedoch nicht als offizielle Binnenwasserstraße.
Im gesamten Verlauf durchfließt der Wagai relativ dicht besiedeltes Gebiet, das bis zum Mittellauf hauptsächlich landwirtschaftlich, dann zunehmend forstwirtschaftlich genutzt wird. Direkt am Fluss gibt es zwar keine Städte, aber eine Reihe größerer Dörfer und Rajonverwaltungszentren, wie Omutinskoje und Aromaschewo sowie die zwei nach dem Fluss benannten Dörfer Wagai im Rajon Omutinski nahe der Quelle und Wagai wenige Kilometer oberhalb der Mündung als Verwaltungszentrum des gleichnamigen Rajons.
Rechts des in östlicher Richtung fließenden oberen Flussabschnittes verläuft die Transsibirische Eisenbahn etwa zwischen den Stationen Wagai (Streckenkilometer 2283) und Golyschmanowo (km 2350) in einiger Entfernung parallel zum Fluss. In gleicher Richtung führt die föderale Fernstraße R402 von Tjumen nach Omsk, die den Fluss in Quellnähe und nochmals beim Dorf Ust-Lamenka kreuzt.

## Geschichte
Der als russischer „Eroberer Sibiriens“ geltende Kosaken-Ataman Jermak Timofejewitsch ertrank im August 1585 bei der Mündung des Wagai in den Irtysch.